# Підна
Підна (грец. Πύδνα) — місто в  Греції, в сучасній македонській області Пієрія, а також давньомакедонське місто, фортеця на західному узбережжі затоки Термаїкос, біля підніжжя гори Олокра.

## Історія
Підна була заснована греками з Евбеї на початку 7 століття до н. е. За Фукідідом, вона вже дуже рано підкорилася македонянам, її завоював Александр I Македонський, хоча з часом місто повернуло собі незалежність. Афіняни брали його в облогу 432 до н. е.
Під владу Македонії Підну повернув 410 до н. е. Архелай Македонський. Філіпп ІІ Македонський зміцнив її, розширив і прикрасив. Після смерті Александра Великого його мати Олімпіада Епірська переховувалась у Підні, через що діадох Кассандр обложив і захопив місто в 317 до н. е.. У 168 до н. е. у битві при Підні македонський цар Персей був розбитий вщент римлянами. 
Після підкорення Македонії Римом почалося поступове падіння міста. За свідченням Страбона пізніше місто прийняло назву Кітрос (грец. Κίτρος) або Кітрон (грец. Κίτρον). Ця назва збереглася досі в найменуванні одного з сусідніх сіл.
1867 року у Підні було відкрите та досліджене македонське поховання археологом Леоном Хеузе.

## Населення
| Рік  | Місто | Муніципалітет |
| ---- | ----- | ------------- |
| 1981 | 1,882 | —             |
| 1991 | 1,789 | 4,678         |